# San Juan (Schiff, 1565)
Die San Juan war ein Walfänger, der im Dezember 1565 vor dem damaligen Walfängerstützpunkt Red Bay auf der Labrador-Halbinsel verloren ging. Es handelte sich um eine baskische dreimastige Galeone, die sich im Sturm vom Anker losgerissen hatte und mit der vollen Ladung von 900 bis 1000 Fass Waltran gesunken war.
Die aufwändige Unterwasseruntersuchung des Wracks von 1978 bis 1985, die 14.000 Tauchstunden im eisigen Wasser erforderte, zeigte, dass das überwiegend aus Eiche gefertigte Schiff einen Höhepunkt baskischen Schiffbauhandwerks verkörperte. Der 14,75 Meter lange T-förmige Kiel wurde aus einem Stück gefertigt und geht direkt in den Kielgang über. Er ist ebenso wie das aus einem Stück gefertigte Kielschwein, der Mastfuß, die Stringer, Decksbalken und Planken erhalten. Eine acht Meter lange Schaluppe der San Juan wurde geborgen und ist im Walfängermuseum von Red Bay ausgestellt. Der Untersuchungsbericht umfasst insgesamt 3.000 Seiten.
In der Nähe wurden drei weitere Wracks von Galeonen gefunden. In der Bucht von Angra do Heroísmo (Azoren) wurde ein Wrack mit sehr ähnlicher Bauart gefunden.
Die San Juan ist das älteste europäische Schiff, dessen Wrack in Amerika nördlich von Florida entdeckt wurde.
Seit 2013 wird im spanischen San Sebastian ein Nachbau des Schiffes mit lokalen Materialien erstellt.